# Profissionalização militar

Militares da Marinha dos Estados Unidos durante um exame formal para definir suas possibilidades de progresso na carreira

Nas forças armadas, a profissionalização é o processo pelo qual os militares, especialmente o oficialato, tornam-se agentes do Estado organizados hierarquicamente e dedicados a transformar o conhecimento científico em expertise militar, empregando mecanismos como a seleção, educação, treinamento e promoção para garantir que seus esforços sirvam a um fim social. Assim, as instituições militares adquirem formas burocráticas e modernas, em termos weberianos. A abordagem sociológica de Samuel P. Huntington definiu três características do oficialato profissional: a expertise militar (habilidade técnica na sua função peculiar, a administração da violência), responsabilidade social (os ganhos financeiros não são a principal meta da carreira) e corporatividade (sensação de unidade orgânica e autoconsciência). Para Huntington, o profissionalismo é o que distingue o oficial moderno dos antigos guerreiros. Morris Janowitz [en] distingue dois processos, a burocratização e especialização.
A profissão dos oficiais tem características em comum com o “modelo sociológico ideal” de profissão, como o monopólio sobre o conhecimento, uma educação longa e formal, senso de conformidade e dedicação de tempo integral, mas na realidade o oficialato é ao mesmo tempo uma profissão, definida pela hierarquia de patentes, e uma organização burocrática, definida pela hierarquia de cargos. Sua estrutura corporativa inclui a burocracia oficial e também sua sociedade, associações, escolas, publicações, costumes e tradições. O trabalho é feito longe da sociedade.
A profissionalização tende a tornar os militares mais leais ao Estado, seja respeitando o processo democrático ou obedecendo a um regime autoritário. A burocracia racional dos militares profissionais torna-os ferramentas mais úteis aos objetivos do Estado, como a extração de recursos, defesa de território, imposição de segurança e autoridade e projeção de poder. Entretanto, a profissionalização é um processo dispendioso e politicamente arriscado. Os fatores que facilitam o processo são a divisão do trabalho, urbanização, expansão do capital humano e a derrota grave na guerra.
A força militar profissional pode também ser definida como aquela formada pelo serviço militar voluntário, ao contrário das forças à base de conscritos, que servem por muito pouco tempo. Ainda assim, uma força à base de conscritos tem um núcleo de pessoal permanente, composto principalmente dos oficiais.
No Exército Brasileiro a profissionalização começou a aumentar por volta de 1850. Até então o Exército era pouco institucionalizado e dependia de favores privados e da nomeação patrimonialista aos comandos. Inspirados nos exércitos modernos da Europa, os oficiais formalizaram em leis e regulamentos os critérios de promoção, que passaram a exigir a formação escolar em cursos preparatórios. Ainda assim, tais critérios de mérito não anulavam os fatores de clientelismo e favoritismo na promoção (“um capital simbólico associado às atividades militares, uma extensa rede de relações pessoais, proximidade às esferas burocrática e política”). Uma distinção emergiu entre os “bacharéis de farda”, oficiais com formação acadêmica, e os “tarimbeiros”, mas o ensino tinha teor cientificista-civil e os militares resultantes não eram “militarizados”. A formação dos oficiais começou a transmitir a técnica militar moderna na Escola Militar do Realengo, a partir de 1913. A profissionalização no Exército Brasileiro não afastou os militares da política e teve relação com revoltas como o tenentismo.